# Gemeinwesenarbeit
Gemeinwesenarbeit (GWA) gilt als ein vielgestaltiges Handlungskonzept sowie ein professionelles und zivilgesellschaftliches Arbeitsfeld, das im Kontext Sozialer Arbeit und sozialer Bewegungen entstand und mit partizipativen, aktivierenden, vernetzenden und empirischen Methoden, Verfahren und Techniken darauf ausgerichtet ist, Menschen bei der Artikulation ihrer Bedarfslagen, bei der Vertretung ihrer Interessen und bei der nachhaltigen Verbesserung ihrer Lebenssituation zu unterstützen. Dabei kann es sich auch um die kollektive Durchsetzung ihrer demokratisch legitimen Interessen, etwa gegenüber größeren Unternehmen oder Institutionen, handeln. Je nach konzeptioneller Ausprägung werden in der Gemeinwesenarbeit unterschiedliche Konstellationen menschlicher Gemeinschaften fokussiert. Ausgehend von und unter Einbeziehung der Menschen und ihrer Vertretungen zielt Gemeinwesenarbeit auf die Bearbeitung struktureller Ursachen der sich bei Individuen, Gruppen und in Sozialräumen äußernden Problemlagen. Die Gemeinwesenarbeit ist daher ein wesentlicher Beitrag für die bedarfsgerechte Umsetzung sozial- und kommunalpolitischer Aufgaben und zur Sicherung demokratischer Verhältnisse.

## Definition und Konzepte
Heute gilt GWA als ein Konzept der Sozialen Arbeit, das Orientierung für die professionelle Arbeit im Gemeinwesen bietet. Im Handlungsfeld Gemeinwesenarbeit bezieht sich professionelle Soziale Arbeit auf den „Sozialen Raum“ und damit nicht nur auf geographische bzw. physische Räume wie Stadtteile oder ländliche Regionen. Gemeinwesenarbeit als Konzept ermöglicht es, unabhängig davon, ob Sozialarbeiter schwerpunktmäßig in der Einzelfallhilfe tätig sind oder mit Gruppen arbeiten, oder eben gezielt mit dem Gemeinwesen als Ganzes, überall quer zu ihren Schwerpunktgebieten auch den sozialen Raum im Blick haben.
In der GWA werden soziale Phänomene immer in einer Wechselwirkung zwischen gesellschaftlich bedingten Rahmenbedingungen und dem Handeln von Menschen verstanden. GWA ist darauf ausgerichtet, dass Menschen dabei unterstützt werden, ihre Interessen zu artikulieren und kollektiv zu organisieren. GWA knüpft aktuell und in ihrer Entstehungsgeschichte an sozialen Bewegungen an und wird als stark (sozial)politisch ausgerichtete Soziale Arbeit verstanden.
Die Arbeit am Gemeinwesen kann aus dieser Perspektive nicht nur als ein professionelles Handeln verstanden werden. Die Entwicklung des Gemeinwesens ist vielmehr ein Herstellungsprozess, an dem zivilgesellschaftliche, staatliche und ökonomische Akteure und damit neben der Sozialen Arbeit unterschiedliche Professionen aus sozialwissenschaftlichen Disziplinen, der Planung und der Geographie beteiligt sind.
Seit dem Spatial Turn in den Sozialwissenschaften findet innerhalb der Sozialen Arbeit ein Diskurs darüber statt, in welchem Verhältnis sozialräumliche Konzepte der Sozialen Arbeit zur Gemeinwesenarbeit stehen. Aktuell wird vertreten, dass die Auseinandersetzung mit dem sozialen Raum zu einer Reaktualisierung der Gemeinwesenarbeit führt.
In Teilen der Schweiz findet das Konzept „Soziokulturelle Animation“ in Hochschulen und der Praxis Anwendung, das starke inhaltliche Parallelen zur Gemeinwesenarbeit aufweist.
GWA als professionelles Handeln befasst sich mit sozialer Intervention und ist – im Gegensatz z. B. zu Bürgerinitiativen und ehrenamtlichem Engagement – eine Tätigkeit von professionellen, dafür bezahlten Fachkräften.

## Anfänge der Gemeinwesenarbeit
Als historische Ausgangspunkte der heutigen Gemeinwesenarbeit gelten die von Samuel Barnett im späten 19. Jahrhundert gegründete Toynbee Hall in London und das von der Friedensnobelpreisträgerin Jane Addams initiierte Hull House (ein Nachbarschaftszentrum in Chicago). Grundgedanke dieser Einrichtungen war, dass die Ursachen von Armut und sozialer Ungerechtigkeit nur gemeinsam mit den Betroffenen bekämpft werden können.
Gemeinwesenarbeit wird als Konzept der Sozialen Arbeit verstanden, das analytisch und in Bezug auf ein Handeln im Gemeinwesen inter- bzw. transdisziplinär gedacht wird. „Community work“ aus dem angloamerikanischen Raum in den deutschsprachigen Raum ursprünglich neben „case work“ und „group work“ als „dritte Methode“ der Sozialen Arbeit eingeführt, wurde in den 1960er Jahren mit „Gemeinwesenarbeit“ (GWA) übersetzt. Häufig wird dabei auf Saul Alinsky Bezug genommen.

### Community Organizing
Community Organizing (CO) bezeichnet ein Bündel an Maßnahmen zur Gemeinwesenarbeit. Es wird auf Stadtteilebene oder zur Mitgliedergewinnung – z. B. Gewerkschaften oder Kirchengemeinden, siehe auch Organizing – und für die Stärkung der Durchsetzungskraft von (benachteiligten) Gruppen eingesetzt. Als Traditionslinien gelten die Settlement-Bewegung (Arnold Toynbee, Großbritannien), die radikaldemokratische Gemeinwesenarbeit (Saul D. Alinsky, USA) und die integrative Gemeinwesenarbeit (Murray G. Ross, USA). Saul D. Alinsky als Begründer des Community Organizing rief am 14. Juli 1939 zur ersten Versammlung der „Bewegung der Hinterhöfe“ (engl. Back of the Yards) in den Armenvierteln von Chicago auf. Unter Anleitung von Community Organizern werden die Bewohner befähigt und bestärkt, aktiv für ihre eigenen Interessen und oft gegen die Interessen großer Unternehmen, einzelner Unternehmer oder mächtiger staatlicher Einrichtungen vorzugehen.
Heute gilt GWA als ein Konzept der Sozialen Arbeit, das Orientierung für die professionelle Arbeit im Gemeinwesen bietet. Im Handlungsfeld Gemeinwesenarbeit bezieht sich professionelle Soziale Arbeit auf den „Sozialen Raum“ und damit nicht nur auf geographische bzw. physische Räume wie Stadtteile oder ländliche Regionen. Gemeinwesenarbeit als Konzept ermöglicht es, unabhängig davon, ob Sozialarbeiter schwerpunktmäßig in der Einzelfallhilfe tätig sind oder mit Gruppen arbeiten, überall quer zu ihren Schwerpunktgebieten auch den sozialen Raum im Blick haben.
Seit dem „Spatial Turn“ in den Sozialwissenschaften findet innerhalb der Sozialen Arbeit ein Diskurs darüber statt, in welchem Verhältnis sozialräumliche Konzepte der Sozialen Arbeit zur Gemeinwesenarbeit stehen. Aktuell wird vertreten, dass die Auseinandersetzung mit dem sozialen Raum zu einer Reaktualisierung der Gemeinwesenarbeit führt.
Gemeinwesenarbeit ist aus der Perspektive der Sozialen Arbeit einerseits ein handlungsleitendes Konzept, andererseits wird es als Handlungsfeld der Sozialen Arbeit verstanden. Als Konzept spricht es das professionelle Handeln an, das soziale Phänomene immer nur in einer gesellschaftskritischen Analyse verstehen lässt. Das Handeln richtet sich darauf, dass Interessen von Menschen erkundet, ausgehandelt und kollektiviert werden, und Handlungsmöglichkeiten entwickelt werden, sowie die Menschen dabei unterstützt werden, möglichst selbsttätig für ihre Interessen einzutreten.
Je nach gesellschaftstheoretischem Hintergrund sind die konkreten Konzepte der Gemeinwesenarbeit eher konsensorientiert oder konfliktorientiert. Neben wohlfahrtsstaatlich-integrativen Formen finden sich u. a. systemtheoretische, lebensweltorientierte, marxistische sowie emanzipatorische Konzepte der Gemeinwesenarbeit. Kontrovers diskutiert wird die Positionierung der professionellen Gemeinwesenarbeit, als vermittelnde Stelle zwischen Systemen und den Lebenswelten (Intermediarität) als eigenständiges System, als parteiliches Handeln auf der Seite benachteiligter Akteure, als eigenständige politische Akteure, oder als Teil des Sozialsystems und staatliches Handeln. Dies verweist auf den Diskurs zum doppelten Mandat bzw. zur Mehrfachmandatierung der Sozialen Arbeit, im Spannungsfeld zwischen normierenden Ansprüchen und Ansprüchen aus Adressaten-Perspektive, sowie die Notwendigkeit der fachlichen, wissenschaftlich begründeten Positionierung (Triple Mandat).

## Ziele und Methoden
In Zusammenarbeit mit den Betroffenen wird versucht, die Lebensqualität vor Ort zu steigern und die das Gemeinwesen beeinträchtigenden Probleme aufzugreifen und langfristig zu lösen. Die als Gemeinwesenarbeiter tätigen Sozialarbeiter oder professionellen Fachkräfte verstehen sich entweder in der Rolle eines außenstehenden, neutralen Moderators oder in der eines aktiven und parteilichen Akteurs. Ein wichtiger Teil der Gemeinwesenarbeit ist die Mobilisierung der Bürger, damit sie sich selbst für die Verbesserung ihrer Lebensqualität einsetzen. Motto: Die Betroffenen zu Beteiligten machen.
Über die Vernetzung mit örtlichen Institutionen (Behörden, Schulen, Jugendhäusern, Kirchen), Initiativen (Vereinen, Gruppierungen) und die Aktivierung von Einzelpersonen (Meinungsmachern, Wortführern, Ehrenamtlichen) soll eine nachhaltige Wirkung erzielt werden.
In der Schweiz und im französischsprachigen Raum überschneidet sich die Gemeinwesenarbeit mit der Soziokulturellen Animation, die ähnliche Ziele verfolgt, aber in der Umsetzung den soziokulturellen und künstlerischen Ausdrucksformen einen zentralen Stellenwert einräumt.